# TOPtrendy 2011
IX Sopot TOPtrendy Festiwal odbył się w dniach od 3 do 5 czerwca 2011 w Ergo Arenie w Sopocie. Składał się jak co roku z koncertów: TOP, Trendy, kabaretonu oraz recitali gwiazd. Festiwal został zorganizowany przez telewizję Polsat. Z powodu remontu Opery Leśnej odbył się w hali Ergo Arenie, która znajduje się na granicy Gdańska i Sopotu.

## Dzień pierwszy
Źródło:
Koncert TOP odbył się 3 czerwca. Zgodnie z ideą Koncertu TOP, wzięli w nim udział artyści, którzy sprzedali najwięcej płyt w okresie lipiec 2009 – grudzień 2010. Jako gość specjalny wystąpił Muniek & Jan Nowicki. Swój recital przedstawili również Andrzej Piaseczny z Sewerynem Krajewskim. Odbył się także koncert 35-lecia pracy Kory.
Klasyfikacja TOP 10:
1. Kult
2. Ania Dąbrowska
3. Raz Dwa Trzy
4. Monika Brodka
5. Maryla Rodowicz
6. Ania Wyszkoni
7. O.S.T.R.
8. Marcin Wyrostek
9. Czesław Śpiewa
10. Kombii

## Dzień drugi
Źródło:

### Sopocka Noc Kabaretowa
Odbył się drugiego dnia festiwalu, 4 czerwca.
Wystąpili:
- Kabaret Ani Mru Mru
- Cezary Pazura
- Piotr Bałtroczyk
- Jerzy Kryszak
- Kabaret Neo-Nówka
- Kabaret Paranienormalni
- Kabaret Łowcy.B
- Kabaret Młodych Panów
- Kabaret Skeczów Męczących
- Formacja Chatelet
- Kabaret Nowaki
- Kabaret Jurki
- Kabaret Smile
- Michał Kempa – zwycięzca Stand up. Zabij mnie śmiechem

## Dzień trzeci
Źródło: 

Na scenie wystąpiła Doda i Kayah.

### Koncert Trendy
Koncert Trendy odbył się 5 czerwca.
Wystąpili:
- Enej (nagroda za zwycięstwo w programie Must Be the Music. Tylko muzyka)
- Eden Express
- Boogie Town
- The Lollipops
- Magda Navarette
- Neo Retros (nagroda publiczności, oraz jury)
- Poparzeni Kawą Trzy (nagroda dziennikarzy)
- Rotten Bark
- Honorata Skarbek (nagroda internautów)
- Magda Steczkowska & Indigo